# Zsolt Baló
Zsolt Baló (Miercurea-Ciuc, Roemenië, 21 oktober 1971) is een voormalig Hongaars-Roemeens schaatser. In het begin van zijn carrière kwam hij uit voor Roemenië, maar later schaatste hij voor Hongarije. Zijn specialiteit lag met name op de kortere afstanden; 500, 1000 en 1500 meter. Dit weerhield hem er echter niet van om negen keer op rij Hongaars kampioen allround te worden (1995-2003).

## Persoonlijke records
| Afstand      | Tijd     | Datum            | Baan           |
| ------------ | -------- | ---------------- | -------------- |
| 500 meter    | 36,24    | 11 februari 2002 | Salt Lake City |
| 1000 meter   | 1.10,57  | 16 februari 2002 | Salt Lake City |
| 1500 meter   | 1.48,27  | 19 februari 2002 | Salt Lake City |
| 3000 meter   | 4.13,37  | 1 maart 1991     | Calgary        |
| 5000 meter   | 7.03,52  | 4 februari 2001  | Heerenveen     |
| 10.000 meter | 16.38,77 | 28 februari 1993 | Miercurea      |

Zijn records op de 500, 1000 en 1500 meter zijn tevens nationale records.

## Resultaten
| Jaar | EK Allround | WK Allround | WK Sprint | Olympische Spelen                      | Wereldbeker         | WK Junioren |
| ---- | ----------- | ----------- | --------- | -------------------------------------- | ------------------- | ----------- |
| 1991 |             |             |           |                                        |                     | 19e         |
| 1992 | 23e         |             |           | 36e 500m 36e 1000m 33e 1500m 33e 5000m |                     |             |
| 1993 |             |             |           |                                        | 35e 1000m           |             |
| 1994 |             |             |           | 38e 500m 36e 1000m 26e 1500m           |                     |             |
| 1995 |             |             |           |                                        |                     |             |
| 1996 | 25e         | 34e         | 29e       | 50e 1500m                              |                     |             |
| 1997 | 19e         |             | 27e       |                                        |                     |             |
| 1998 |             |             |           | 37e 500m 42e 1000m 42e 1500m           | 58e 1000m           |             |
| 1999 |             |             | 29e       |                                        | 59e 500m 59e 1000m  |             |
| 2000 | 24e         |             |           |                                        |                     |             |
| 2001 | 22e         |             | DQ        |                                        |                     |             |
| 2002 | 21e         |             | NS4       | 31e 500m 31e 1000m 30e 1500m           | 49e 1000m 43e 1500m |             |

DQ = gediskwalificeerd
NS# = niet gestart op afstand #